# Ethiopië op de Olympische Zomerspelen 2000
Ethiopië nam deel aan de Olympische Zomerspelen 2000 in Sydney, Australië. Er werden acht medailles gewonnen, waarvan 4 gouden. Hiermee eindigde Ethiopië op de 20e plaats.

## Medailleoverzicht
| Sport    | Olympiër           | Discipline   | Medaille |
| -------- | ------------------ | ------------ | -------- |
| Atletiek | Million Wolde      | 5000m (m)    | Goud     |
| Atletiek | Haile Gebrselassie | 10000m (m)   | Goud     |
| Atletiek | Gezahgne Abera     | marathon (m) | Goud     |
| Atletiek | Derartu Tulu       | 10000m (v)   | Goud     |
| Atletiek | Gete Wami          | 10000m (v)   | Zilver   |
| Atletiek | Assefa Mezgebu     | 10000m (m)   | Brons    |
| Atletiek | Tesfaye Tola       | marathon (m) | Brons    |
| Atletiek | Gete Wami          | 5000m (v)    | Brons    |

## Deelnemers en resultaten per onderdeel

### Atletiek
| Olympiër            | Discipline             | Resultaat | Prestatie                                                                      |
| ------------------- | ---------------------- | --------- | ------------------------------------------------------------------------------ |
| Berhanu Alemu       | 1500m (m)              | 10e       | serie 3: 5de in 3.38,79 halve finale 2: 10de in 3.41,09                        |
| Hailu Mekonnen      | 1500m (m)              | 16e       | serie 1: 5de in 3.39,09 halve finale 1: 7de in 3.49,92                         |
| Daniel Zegeye       | 1500m (m)              | 62e       | serie 2: 5de in 3.40,91 halve finale 2: 3de in 3.38,08 finale: 6de in 3.36,78  |
| Dagne Alemu         | 5000m (m)              | 6e        | serie 2: 3de in 13.29,93 finale: 6de in 13.37,17                               |
| Fita Bayissa        | 5000m (m)              | 4e        | serie 1: 3de in 13.22,92 finale: 4de in 13.37,03                               |
| Million Wolde       | 5000m (m)              | Goud      | serie 1: 2de in 13.22,75 finale: 1ste in 13.35,49                              |
| Haile Gebreselassie | 10000m (m)             | Goud      | serie 1: 1ste in 27.50,01 finale: 1ste in 27.18,20                             |
| Assefa Mezgebu      | 10000m (m)             | Brons     | serie 1: 4de in 27.50,64 finale: 3de in 27.19,75                               |
| Girma Tolla         | 10000m (m)             | 11e       | serie 2: 1ste in 27.44,01 finale: 11de in 27.49,75                             |
| Maru Daba           | 3000m steeplechase (m) | 25e       | serie 1: 7de in 8.35,34                                                        |
| Gezahgne Abera      | marathon (m)           | Goud      | 2:10.11                                                                        |
| Simretu Alemayehu   | marathon (m)           | 22e       | 2:17.21                                                                        |
| Tesfaye Tola        | marathon (m)           | Brons     | 2:11.10                                                                        |
|                     |                        |           |                                                                                |
| Kutre Dulecha       | 1500m (v)              | 4e        | serie 3: 1ste in 4.09,88 halve finale 2: 2de in 4.06,78 finale: 4de in 4.05,33 |
| Abebech Negussie    | 1500m (v)              | 33e       | serie 1: 11de in 4.15,22                                                       |
| Hareg Sidelil       | 1500m (v)              | 32e       | serie 2: 11de in 4.14,05                                                       |
| Werknesh Kidane     | 5000m (v)              | 7e        | serie 3: 2de in 15.08,62 finale: 7de in 14.47,40                               |
| Gete Wami           | 5000m (v)              | Brons     | serie 1: 3de in 15.08,92 finale: 3de in 14.42,23                               |
| Ayelech Worku       | 5000m (v)              | 4e        | serie 2: 2de in 15.13,26 finale: 4de in 14.42,67                               |
| Berhane Adere       | 10000m (v)             | 12e       | serie 2: 3de in 32.34,62 finale: 12de in 31.40,52                              |
| Derartu Tulu        | 10000m (v)             | Goud      | serie 1: 1ste in 32.06,19 finale: 1ste in 30.17,49 (OR)                        |
| Gete Wami           | 10000m (v)             | Zilver    | serie 2: 4de in 32.34,63 finale: 2de in 30.22,48                               |
| Elfenesh Alemu      | marathon (v)           | 6e        | 2:26.54                                                                        |
| Gadissie Edato      | marathon (v)           | 36e       | 2:42.29                                                                        |
| Fatuma Roba         | marathon (v)           | 9e        | 2:27.38                                                                        |

### Boksen
| Olympiër                 | Discipline | Resultaat | Prestatie                                                    |
| ------------------------ | ---------- | --------- | ------------------------------------------------------------ |
| Yohanes Shiferaw Yohanes | -57kg (m)  | 17e       | 1ste ronde: V van MEX Bojado: scheidsrechterlijke beslissing |
| Adisu Tebebu             | -60kg (m)  | 17e       | 1ste ronde: V van ROU Lungu: 3-15                            |
| Tsegasellase Aregawi     | -67kg (m)  | 17e       | 1ste ronde: V van MDA Gruşac: walk-over                      |

Albanië · Algerije · Amerikaanse Maagdeneilanden · Amerikaans-Samoa · Andorra · Angola · Antigua en Barbuda · Argentinië · Armenië · Aruba · Australië · Azerbeidzjan · Bahama's · Bahrein · Bangladesh · Barbados · België · Belize · Benin · Bermuda · Bhutan · Bolivia · Bosnië en Herzegovina · Botswana · Brazilië · Britse Maagdeneilanden · Brunei · Bulgarije · Burkina Faso · Burundi · Cambodja · Canada · Centraal-Afrikaanse Republiek · Chili · China · Chinees Taipei · Colombia · Comoren · Congo-Brazzaville · Congo-Kinshasa · Cookeilanden · Costa Rica · Cuba · Cyprus · Denemarken · Djibouti · Dominica · Dominicaanse Republiek · Duitsland · Ecuador · Egypte · El Salvador · Equatoriaal-Guinea · Eritrea · Estland · Ethiopië · Fiji · Filipijnen · Finland · Frankrijk · Gabon · Gambia · Georgië · Ghana · Grenada · Griekenland · Groot-Brittannië · Guam · Guatemala · Guinee · Guinee‑Bissau · Guyana · Haïti · Honduras · Hongarije · Hongkong · Ierland · IJsland · India · Indonesië · Irak · Iran · Israël · Italië · Ivoorkust · Jamaica · Japan · Jemen · Joegoslavië · Jordanië · Kaaimaneilanden · Kaapverdië · Kameroen · Kazachstan · Kenia · Kirgizië · Koeweit · Kroatië · Laos · Lesotho · Letland · Libanon · Liberia · Libië · Liechtenstein · Litouwen · Luxemburg · Macedonië · Madagaskar · Malawi · Malediven · Maleisië · Mali · Malta · Marokko · Mauritanië · Mauritius · Mexico · Micronesië · Moldavië · Monaco · Mongolië · Mozambique · Myanmar · Namibië · Nauru · Nederland · Nederlandse Antillen · Nepal · Nicaragua · Nieuw-Zeeland · Niger · Nigeria · Noord-Korea · Noorwegen · Oeganda · Oekraïne · Oezbekistan · Oman · Oostenrijk · Pakistan · Palau · Palestina · Panama · Papoea-Nieuw-Guinea · Paraguay · Peru · Polen · Portugal · Puerto Rico · Qatar · Roemenië · Rusland · Rwanda · Saint Kitts en Nevis · Saint Lucia · Saint Vincent en Grenadines · Salomonseilanden · Samoa · San Marino ·  Sao Tomé en Principe · Saoedi-Arabië · Senegal · Seychellen · Sierra Leone · Singapore · Slovenië · Slowakije · Soedan · Somalië · Spanje · Sri Lanka · Suriname · Swaziland · Syrië · Tadzjikistan · Tanzania · Thailand · Togo · Tonga · Trinidad en Tobago · Tsjaad · Tsjechië · Tunesië · Turkije · Turkmenistan · Uruguay · Vanuatu · Venezuela · Verenigde Arabische Emiraten · Verenigde Staten · Vietnam · Wit-Rusland · Zambia · Zimbabwe · Zuid-Afrika · Zuid-Korea · Zweden · Zwitserland · Individuele olympische atleten